# Història dels esports aeris a Catalunya
Breu història dels esports aeris a Catalunya.

## Vol amb motor (aviació i aeronàutica)

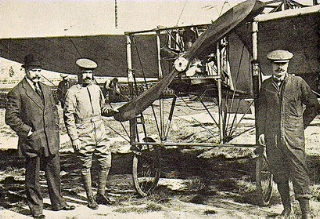
Primer vol en aeroplà d'Espanya (1910), pel pilot francès Julien Mamet

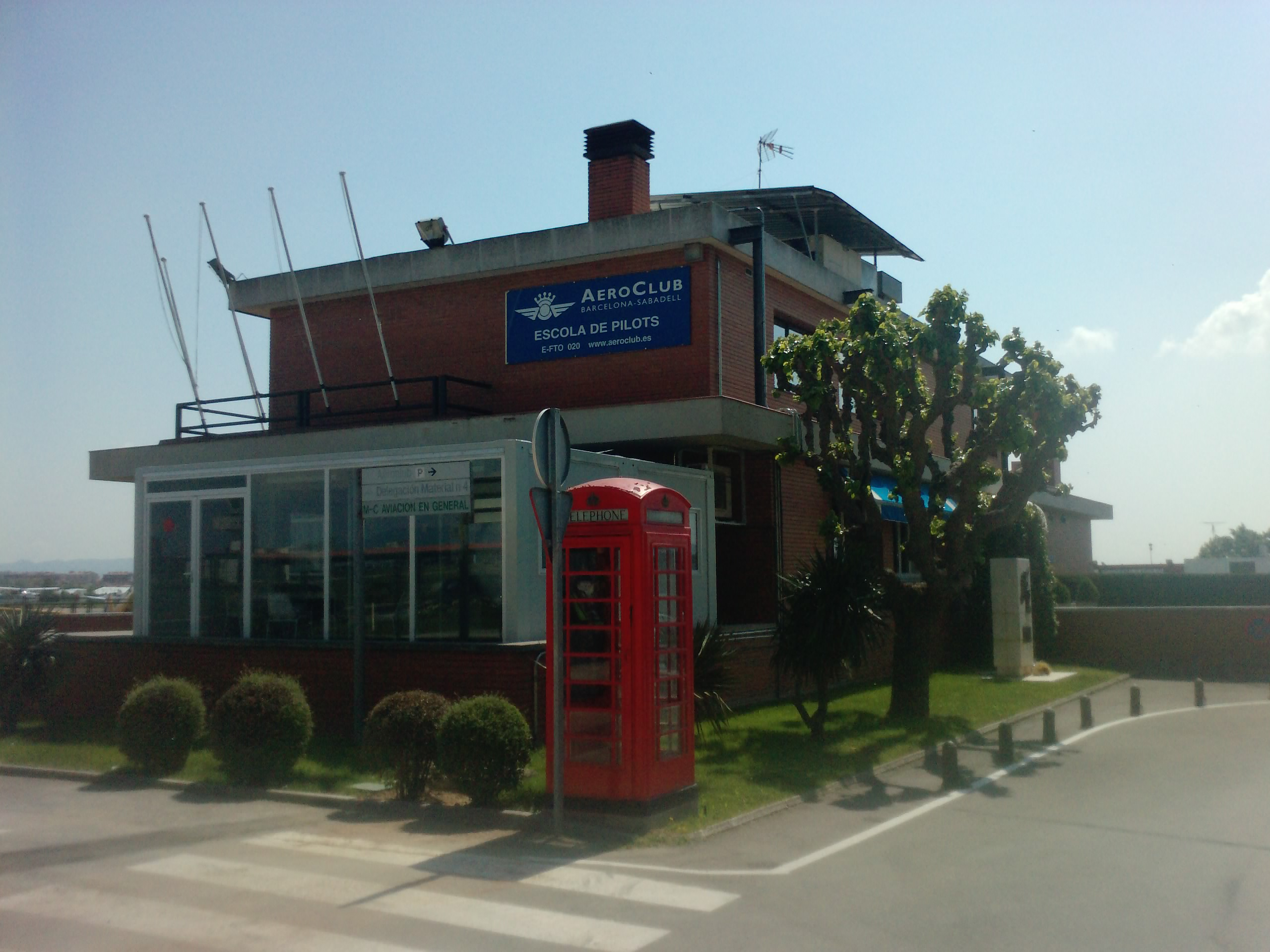
Aeroclub Barcelona-Sabadell

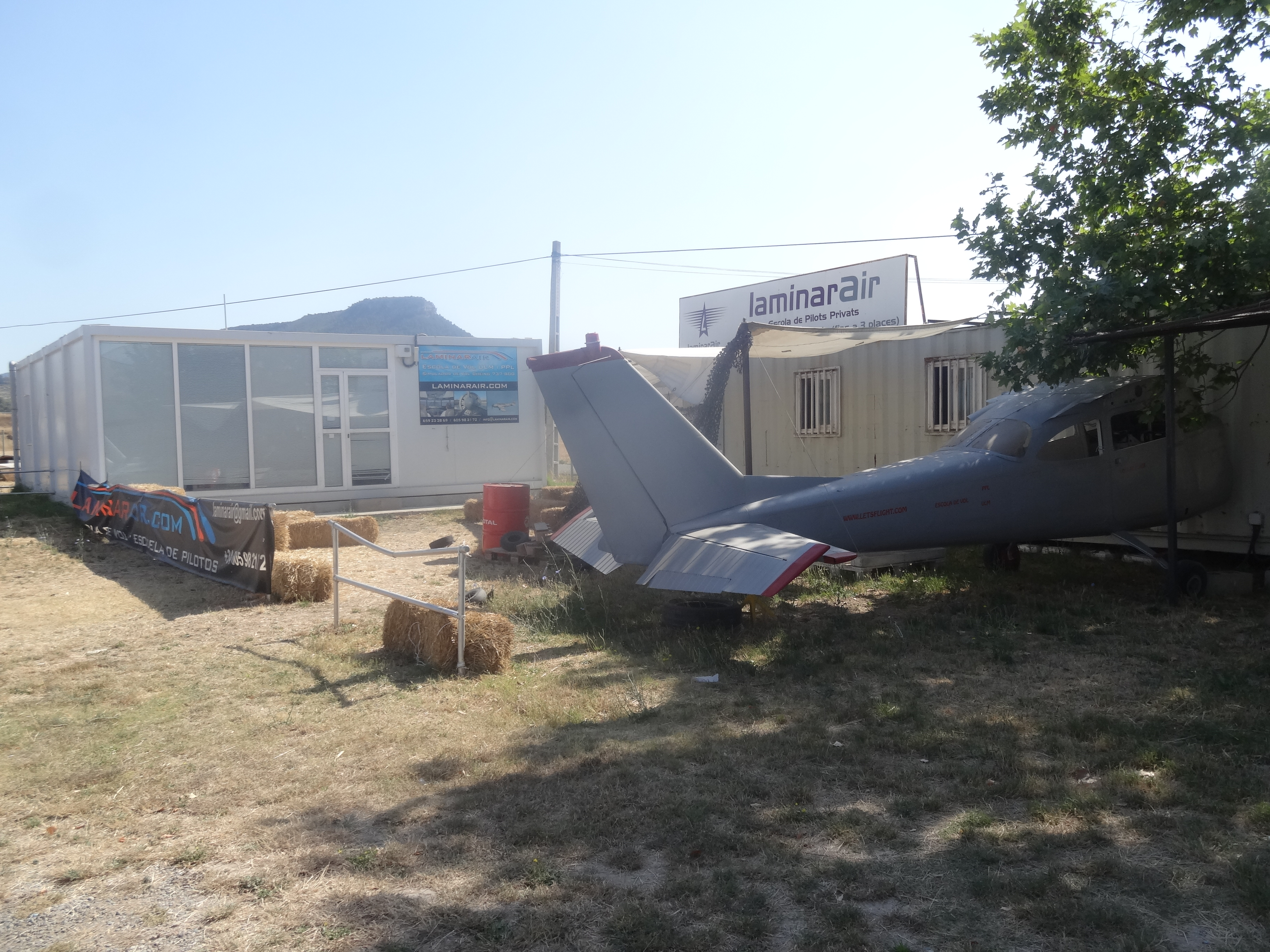
Aeròdrom Igualada-Òdena

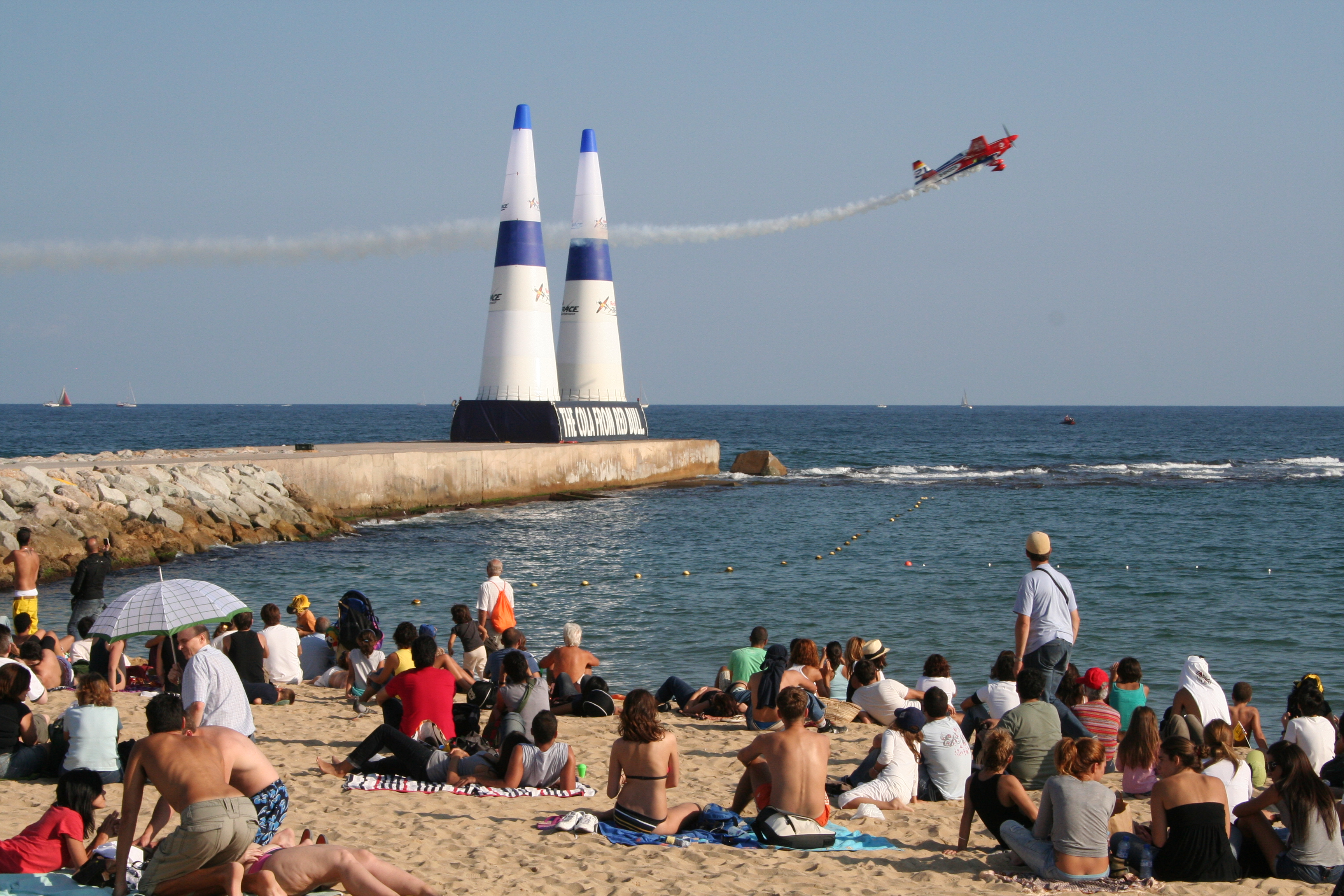
Red Bull Air Race Barcelona 2009

L'aviació i l'aeronàutica arriben a Catalunya durant la primera dècada del segle xx. El 20 de desembre de l'any 1908 un grup de 60 persones encapçalades per Josep Comas i Solà fundà als locals de l'Ateneu Barcelonès l'Associació de Locomoció Aèria. Aquesta associació publicà el 1909 el butlletí intern Revista de Locomoción Aérea. El mateix 1909 es funda l'Aeri Club Santos Dumont, segon aeroclub que es creà a Catalunya, com a branca aeronàutica de l'Associació Catalana d'Estudiants.
El 1910 organitzà a Barcelona la primera exposició d'aviació (Primera Gran Setmana d'Aviació de Barcelona) i el primer vol en terres catalanes, vol protagonitzat per Julien Mamet, que fa que s'aixequi a Can Tunis el monoplà Blériot l'11 de febrer de 1910. El 1911, la francesa Hélène Dutrieu esdevingué la primera dona que volà a Catalunya. El 1916 uns quants entusiastes de l'aviació com Josep Maria Armangué, Ricard Cabot, Josep Canudas i Josep Maria Co de Triola, juntament amb Lluís Foyé, primer pilot català, fundaren l'Aeroclub de Catalunya (desaparegut el 1923). El mateix any l'empresa industrial Pujol, Comabella i Companyia, veritable creadora de l'aviació catalana, començà a treballar amb l'Aeroclub de Catalunya, establerts a l'aeròdrom de la Volateria, al Prat de Llobregat, on el mes de setembre inauguraren l'Escola Catalana d'Aviació.
El 1920, Manuel Colomer i Llopis i Josep Canudas i Busquets realitzaren el primer vol nocturn a la Península. Canudas esdevingué l'autèntic factòtum de l'aviació catalana. L'any 1923, Josep Canudas fundà la Penya de l'Àire i aconseguí la creació de l'aeròdrom civil de Catalunya, l'aeròdrom Canudas, al Prat de Llobregat, origen del futur aeroport del Prat. La Penya de l'Aire es converteix en Lliga Aeronàutica el 1926 i el 1928 recupera el nom d'Aeroclub de Catalunya. Altres clubs creats durant aquests anys foren els Aeroclubs de Lleida (1929), Barcelona (1930), Sabadell (1931) i Reus (1935).
La Federació Aèria Catalana fou fundada l'any 1933, amb Josep Canudas de president.
Després de la Guerra Civil havien desaparegut tots els aeroclubs de Catalunya i l'aviació civil passà a dependre de l'autoritat militar. L'any 1941 fou reorganitzat l'Aeroclub de Barcelona i el 1948 l'Aeroclub de Sabadell, els quals es fusionaren l'any 1953 esdevenint Aeroclub Barcelona-Sabadell. L'any 1948 també reprengueren les seves activitats l'Aeroclub de Lleida i l'Aeroclub de Reus. La primera edició de la Volta Aèria de Catalunya tingué lloc l'any 1955. El 1967 neix l'Aeroclub de Girona.
Barcelona organitzà els anys 2006 i 2009 una de les proves de la Red Bull Air Race World Series de vol acrobàtic. L'únic club català d'aquesta especialitat és l'Acrobàtic Club Barcelona-Sabadell.

## Vol lliure (vol sense motor)

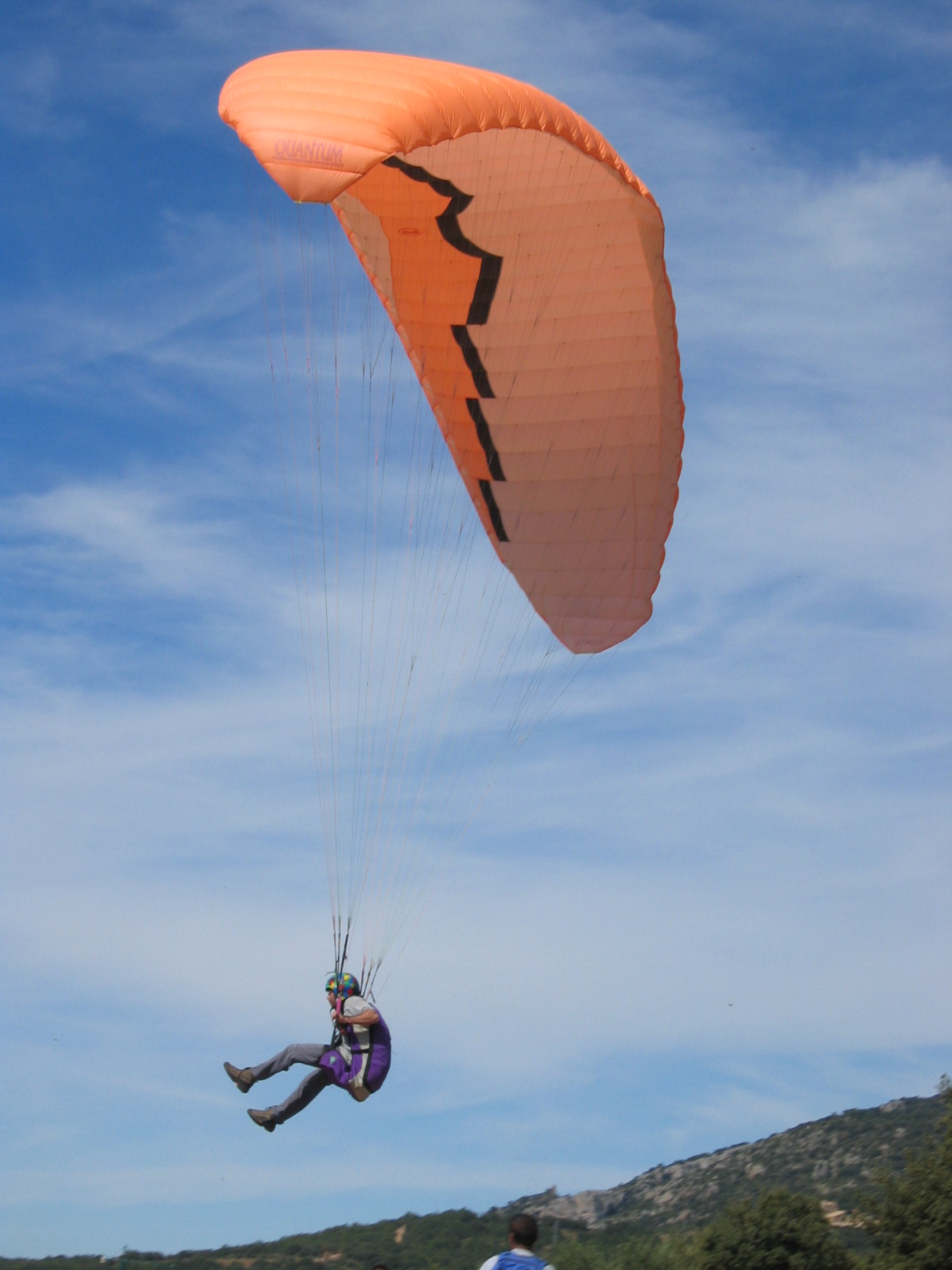
Vol en parapent a Àger (La Noguera) el 2003

El pioner del vol sense motor a Catalunya fou Marià Foyé, que el 1928 dugué a terme la primera conferència sobre aquesta temàtica a Catalunya. El febrer del 1931 fundà Falciots de Palestra, entitat especialitzada en vol a vela. El 1934 baté el rècord estatal de permanència a l'aire amb una marca de 5 hores i 15 minuts. L'altra entitat pionera de vol sense motor a Catalunya fou l'Aeroclub de Barcelona, fundat l'any 1930. L'any 1932 ambdues entitats organitzaren la Primera Setmana de Vol sense Motor a Puigcerdà. El febrer del 1933 es fundà la Federació Catalana de Vol a Vela. A partir d'aquesta dècada s'anaren creant seccions de vol sense motor a la majoria d'aeroclubs catalans. El 1967 es fundà el Club de Vol a Vela Igualada-Òdena. L'any 1995 s'organitzà a Àger el Campionat del Món d'ala delta. També s'organitzà el Campionat d'Europa l'any 2010. A més s'hi organitzà el Campionat del Món de parapent l'any 2007.

## Paracaigudisme

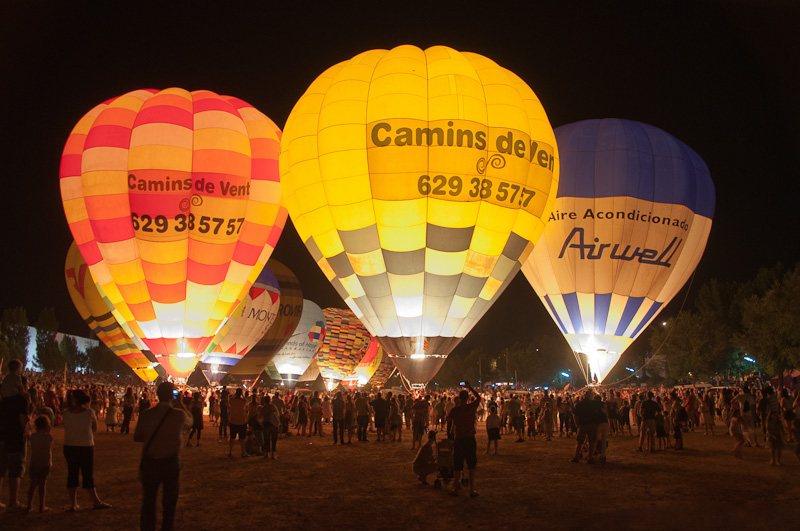
European Balloon Festival, Igualada, 2011

Destaca el Centre de Paracaigudisme Costa Brava, a l'Aeròdrom d'Empuriabrava, considerat un dels millors del món, el qual ha organitzat diversos Campionats del Món i d'Europa de diferents especialitats.

## Aerostació (globus aerostàtics)
Pere Vives fou el promotor de l'aerostació a Catalunya durant el segle xix. El 1979 es fundà el Baló Club Mediterrani, primer club de globus de Catalunya. Des del 1997 s'organitza a Igualada l'European Balloon Festival, un dels festivals d'aerostació més importants d'Europa. El 1990 i el 2011 s'organitzà a Lleida el Campionat d'Europa d'aerostació.